# Tren tram Olot-Banyoles-Girona

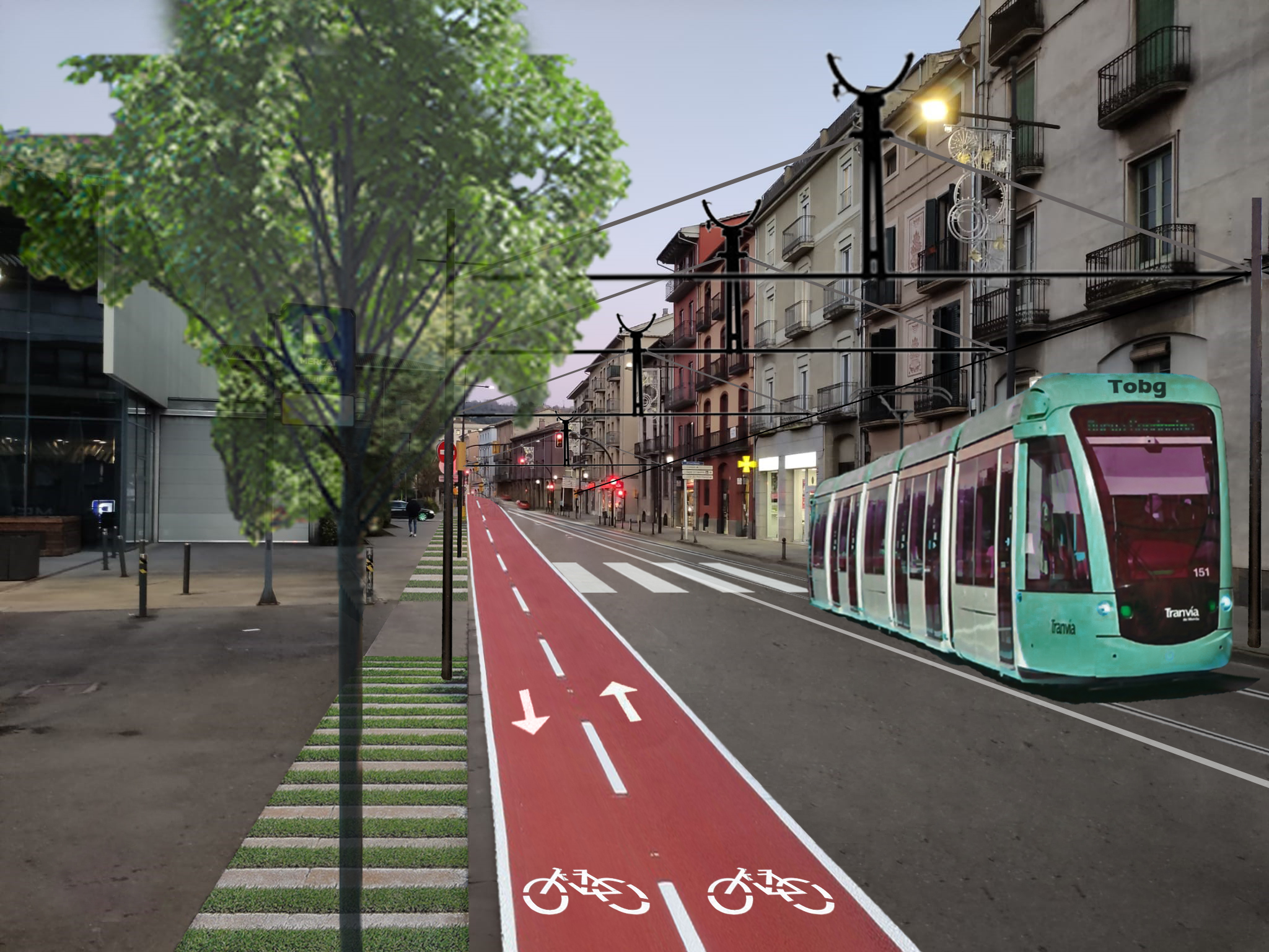
Simulació del tren-tram Olot-Banyoles-Girona al seu pas pel carrer Bisbe Lorenzana, davant de la Plaça Mercat d'Olot.

El tren-tram Olot-Banyoles-Girona (OBG) és un projecte de tren tramvia que connectaria Olot amb Girona passant per Besalú i Banyoles, donant cobertura ferroviària a les comarques de la Garrotxa, el Pla de l'Estany i el Gironès. Va ser proposat per una plataforma ciutadana el mes de desembre de 2021 per aportar una solució sostenible i sense emissions a la mobilitat urbana i interurbana d'aquestes comarques.
El projecte de Tren-Tram Olot-Banyoles-Girona (OBG) és un projecte "germà" del projecte/proposta de tren-tram de la Costa Brava, que ja ha arribat al Parlament de Catalunya.
El projecte i els càlculs de costos i proposta de traçat ha estat dissenyat per l'associació Promoció del Transport Públic i la Fundació per la Mobilitat Segura i Sostenible.

### Precedents del tren a Olot i Banyoles
Fins a l'any 1969 Olot va comptar amb una línia de ferrocarril (el conegut com a carrilet d'Olot) que unia la ciutat d'Olot amb Girona passant per Anglès i Amer. La línia va ser clausurada després d'anys de poc manteniment ni modernització, i a causa de l'augment del vehicle privat, que va fer caure el ferrocarril en desús. En quant a Banyoles, la ciutat també comptava amb una línia de ferrocarril, el conegut com a Tren Pinxo, que unia Banyoles amb Palamós passant per Girona, que va estar en funcionament fins al 1956. Des la clausura del carrilet d'Olot i del tren pinxo de Banyoles cap d'aquestes dues ciutats ha tornat a comptar amb una línia ferroviària i els seus habitants han hagut de desplaçar-se en vehicle privat o mitjançant un servei d'autobús que moltes vegades és insuficient.

### Proposta de traçat
La plataforma ciutadana Tren-Tram Olot-Banyoles-Girona proposa connectar la capital de la Garrotxa amb Girona a través de Besalú i Banyoles, ja que hi ha més densitat de població en aquesta zona en comparació amb els pobles per on passava l'antiga línia del carrilet. A més, l'antiga línia del carrilet és ara una via verda i, per tant, l'ús que se'n fa actualment també resulta molt interessant des del punt de vista mediambiental.
El traçat proposat sortiria d'Olot, on hi hauria 5 parades, i després passaria per Begudà (Sant Joan Les Fonts), Castellfollit de la Roca, Sant Jaume de Llierca, Argelaguer, Besalú, Serinyà, Banyoles, Cornellà del Terri, Sarrià (2 parades) i Girona (10 parades). La plataforma també estudia la possible ampliació del tren en direcció a la Vall d'en Bas i la creació de ramals cap a l'Hospital d'Olot i la Canya per connectar amb la Vall de Bianya. A dins la ciutat de Girona també es proposa la creació de ramals que connectin les diferents zones de la ciutat. La longitud total de la línia estaria prop dels 60 quilòmetres.

### Possibles costos de construcció i volums de passatgers
La plataforma promotora d'aquest projecte ferroviari calcula un cost de construcció de vora uns 500 milions d'euros (9 milions per quilòmetre) i un volum de passatgers que rondaria els 3 milions anuals. Només la ciutat de Girona (100.000 habitants), Banyoles (20.000 habitants) i Olot (35.000 habitants) tenen un volum potencial d'usuaris de 155.000. Per arribar als 3.000.000 de viatjers anuals només es necessiten 8.000 usuaris diaris de mitjana.

### Suports institucionals
El 8 de juliol de 2021 s'aprova al Parlament de Catalunya la Moció 11/XIV sobre el model i les prioritats en matèria d'infraestructures (núm. expedient 302-00014/13) amb 117 a favor i 17 abstencions iniciar l’estudi de viabilitat del tren tram Costa Brava amb un ramal cap a l'aeroport de Girona i un cap a Banyoles-Olot. El 16 de juny de 2022 el Departament de la Vicepresidència i de Polítiques Digitals i Territori del Govern de la Generalitat de Catalunya, a través de Ferrocarrils de la Generalitat, anunciava les partides per als estudis per determinar la factibilitat de noves quatre xarxes ferroviàries que juntes sumaven aproximadament 279,5 quilòmetres de longitud per realitzar una estimació del cost d’execució i una anàlisi de la demanda: el Tren-tramvia de les Terres de l’Ebre, el Tren-tramvia del Bages, el Ferrocarril del Pirineu i el Tren-tramvia de la Costa Brava, amb aquest darrer incloent un ramal Girona-Banyoles i Olot: 
Es realitzarà una proposta de traçat de connexió dels diferents municipis al voltant del massís de les Gavarres, amb una freqüència inferior als 15 minuts i contemplant possibles ramals i les corresponents fases d’execució. Els dos principals ramals seran la connexió amb l’aeroport Girona-Costa Brava i el ramal Girona-Banyoles i Olot. En aquest sentit, caldrà també resoldre la connexió interurbana del sistema urbà Girona-Sarrià de Ter, arribant a Santa Eugènia, Fontajau i Montilivi. El traçat que s’estudiarà tindrà una longitud aproximada de 144 km. L’import de licitació de l’anàlisi és de 431.700 euros. 
El 21 de juny es va anunciar la licitació del projecte per un import de 431.700,00 € (sense IVA) i el 25 de juliol de 2022 es va cloure el termini, amb 7 consultores presentades a l'espera de la tria definitiva.
L'estiu de 2022 la plataforma promotora va iniciar una ronda de mocions als principals ajuntaments implicats al traçat com Besalú, Castellfollit de la Roca o Les Preses, a més de les capitals de comarca Olot, Banyoles i Girona, totes elles aprovades.